# Capote (film)
Capote este un film biografic din 2005 despre romancierul american Truman Capote în regia lui Bennett Miller⁠(d) și cu Philip Seymour Hoffman în rol principal. Filmul urmărește evenimentele care au avut loc în perioada redactării lucrării Cu sânge rece⁠(d) (1965) și se bazează pe biografia lui Gerald Clarke⁠(d) din 1988 publicată sub același nume. A fost lansat pe 30 septembrie 2005, exact pe data nașterii lui Capote. Filmul a fost apreciat de critici, în special pentru interpretarea lui Hoffman, și a câștigat mai multe premii, inclusiv premiul Oscar pentru cel mai bun actor.

## Intriga
În 1959, cadavrele familiei Clutter sunt descoperite⁠(d) în ferma lor din Kansas. În timp ce citește The New York Times, Truman Capote (Philip Seymour Hoffman) este captivat de poveste și îl cheamă pe editorul revistei The New Yorker William Shawn⁠(d) (Bob Balaban⁠(d)) să-l anunțe că intenționează să documenteze tragedia.
Capote pleacă spre Kansas și o invită pe prietena sa din copilărie Nelle Harper Lee (Catherine Keener) să călătorească împreună cu el. Acesta are de gând să-i intervieveze pe cei implicați în cazul Clutter, iar Lee urmează să acționeze ca intermediar. Alvin Dewey⁠(d) (Chris Cooper), detectiv al Biroului de Investigații din Kansas, îi alungă. Cu toate acestea, soția lui Dewey, Marie (Amy Ryan ), este o admiratoare a lucrărilor lui Capote și își convinge soțul să-i invite pe cei doi la cină.
Poveștile lui Capote despre platouri de filmare și staruri de cinema o captivează pe Marie. În timp, soțul ei cedează și îi permite lui Capote să vadă fotografiile victimelor. Deweys, Lee și Capote iau cina în timp ce suspecții crimei - Perry Smith⁠(d) (Clifton Collins Jr.) și Richard „Dick” Hickock⁠(d) (Mark Pellegrino) - sunt capturați. Prin lingușire, mită și o înțelegere desăvârșită a condiției umane, Capote reușește să-i întâlnească pe acuzați în închisoare.
Capote dezvoltă un atașament față de Smith și îl informează pe Shawn că a decis să redacteze o lucrare despre acest caz. După proces și condamnarea la moarte a celor doi criminali, Capote îl mituiește pe directorul Marshall Krutch (Marshall Bell⁠(d)) și continuă să discute cu aceștia.
În următorii ani, Capote îl vizitează l în mod regulat pe Smith și află informații despre viața sa, cu excepția unei perioade de un an când pleacă în Maroc și Spania alături de partenerul său Jack Dunphy⁠(d) (Bruce Greenwood) unde scrie „primele trei părți” ale lucrării.
Viața lui Smith, remușcările sale și sinceritatea emoțională îl impresionează pe Capote care se atașează de el în ciuda cumplitelor crime comise. Acesta îi ajuta pe Smith și Hickock prin obținerea unui consilier juridic profesionist și inițierea unui apel. Totuși, acesta este frustrat de faptul că Smith refuză să povestească despre evenimentele petrecute în noaptea crimei.
Deși inițial s-a dorit o reprezentare adecvată și obținerea unei perioade mai lungă în care Capote să poată discuta cu ucigașii, recursurile continuă timp de câțiva ani. Dosarul rămâne nesoluționat, iar Capote rămâne cu o poveste fără sfârșit pe care nu reușește să o completeze. În cele din urmă, îl convinge pe Smith să descrie în detaliu crimele și ce i-a trecut prin minte în acel moment. Obține toate informațiile dorite de la acesta, însă conștientizează egoismul și indiferența propriilor sale acțiuni în același timp.
După ce a obținut toate informațiile necesare, Capote trebuie să aștepte finalizarea recursului înainte să-și poată publica lucrarea. Între timp, romanul bestseller al lui Lee - Să ucizi o pasăre cântătoare - este ecranizat, dar Capote nu-i împărtășește bucuria, fiind preocupat cu consumul de alcool.
Cu ultimul apel respins, Smith îi cere lui Capote să-l viziteze înainte de execuție, dar Capote pur și simplu nu poate să o facă. O telegramă de la Smith pentru Harper Lee îl forțează într-un final pe Capote să revină în Kansas. Acolo este martor al execuției prin spânzurare a celor doi criminali.
Capote îi vorbește lui Lee despre experiența îngrozitoare și se plânge că nu a putut să o oprească. Aceasta îi răspunde: „Poate că nu. Adevărul este [însă] că nu ai avut de gând”. În timp ce se întoarce spre casă, Capote privește fotografiile din dosarul cazului, respectiv scrierile și desenele pe care i le-a dat Smith.
Un epilog subliniază că lucrarea Cu sânge rece⁠(d) l-a transformat pe Capote în cel mai faimos scriitor din America, menționând, de asemenea, că nu a mai terminat niciodată o altă carte. Un postscript oferă epigraful pe care l-ar fi ales pentru lucrarea Answered Prayers⁠(d): „Mai multe lacrimi sunt vărsate pentru rugăciunile la care s-au primit răspunsuri decât la cele fără răspuns”, un citat din Sfânta Tereza din Ávila.

## Distribuție
- Philip Seymour Hoffman - Truman Capote
- Catherine Keener - Nelle Harper Lee
- Clifton Collins Jr. - Perry Smith
- Chris Cooper - Alvin Dewey
- Bob Balaban⁠(d) - William Shawn
- Bruce Greenwood - Jack Dunphy
- Amy Ryan - Marie Dewey
- Mark Pellegrino - Richard "Dick" Hickock
- Allie Mickelson - Laura Kinney
- Marshall Bell⁠(d) - directorul Marshall Krutch
- Katherine Shindle⁠(d) - Rose
- Araby Lockhart - Dorothy Sanderson
- Robert Huculak - New York Reporter
- R. D. Reid⁠(d) - Roy Church
- Rob McLaughlin - Harold Nye
- Harry Nelken - Sheriff Walter Sanderson
- C. Ernst Harth⁠(d) - Lowell Lee Andrews
- Jeremy Dangerfield - Jury Foreman